# 미나미쿠루메역
미나미쿠루메역 또는 남구루메역(일본어: 南久留米駅)은 일본 후쿠오카현 구루메시에 있는 규슈 여객철도 규다이 본선의 역이다. 섬식 승강장 1면 2선의 구조를 갖춘 지상역이다.

## 역 구조
역사(駅舎)는 1928년 개업 이후의 것이지만, 2001년에 사무실 부분이 해체되고, 약 절반의 크기로 되어있다. 규슈 교통기획이 역 업무를 행하는 업무 위탁 역에서 MARS는 없지만 POS 단말기가 설치되어 있다.
| 1 | ■ 규다이 본선 | (하행) | 히타・유후인 방면 |
| 2 | ■ 규다이 본선 | (상행) | 구루메 방면       |

## 이용 현황
- 2010년도의 1일 평균 승차 인원은 364명이다.

## 역사
- 1928년 12월 24일 - 철도부 (국유 철도)의 역으로 개업.
- 1984년 2월 15일 - 무인화 (현재는 업무 위탁 역이다).
- 1987년 4월 1일 - 국철 분할 민영화를 통해 큐슈 여객 철도가 계승.

## 기타
현재 양쪽 이웃의 역은 국철 민영화 이후에 설치된 역이다. 민영화 당초 구루메 역까지 4.9km, 미이 역까지 3.1km하면 구루메시의 중심부 임에도 불구하고 역 사이가 매우 떨어져 있었다.
그 도중의 구간도 연속 주택지이기 때문에, 90년대 후반부터 각 역 사이에 신역 설치를 요구하는 주민 운동이 일어났다.
이에 따라 미이 역과의 사이에 구루메다이가쿠마에 역 (2000년)가 구루메 역과의 사이에 구루메코코마에 역 (2009년)이 개업했다.

## 인접 역
| 규다이 본선                | 규다이 본선   | 규다이 본선                    |
| -------------------------- | ------------- | ------------------------------ |
| 구루메코코마에 구루메 방면 | ■ 규다이 본선 | 구루메다이가쿠마에 오이타 방면 |